# منتخب كوريا الجنوبية للكورفبال
منتخب كوريا الجنوبية للكورفبال هو ممثل كوريا الجنوبية الرسمي في المنافسات الدولية في كرة السلة الهولندية
.